# عيسى قارف
عيسى قارف بن عبد القادر الجزائري، شاعر جزائري ينحدر من مدينة حاسي بحبح بولاية الجلفة جنوب العاصمة الجزائر ولد في 26/08/1971، أحب الشعر منذ صباه، وتحركت شاعريته منذ المرحلة المتوسطة بعد أن أتقن مبادئ اللغة العربية، وحفظ أشعار القدماء، وقد نشر أولى محاولاته الشعرية في أواخر الثمانينيات، ثم تابع نشر الكثير من أعماله في المجلات والصحف، وعبر الأثير في الإذاعة الوطنية 

## المسار التعليمي
تابع دراسته بمدينته إلى الثانوي ثم انتسب إلى معهد التربية ب الأغواط بعد الحصول على شهادة البكالوريا سنة 1992، ليتخرج مدرسا للغة العربية سنة 1994، وتابع دراسته الجامعية في الأدب العربي حيث تحصل على شهادة الليسانس من جامعة زيان عاشور وشهادة الماجستير من جامعة ابن خلدون بولاية تيارت 2012، وهو يشتغل الآن مديرا في الطور الابتدائي.

## التخصص الاكاديمي
نجح في مسابقة الماجستير بكل من جامعة الجزائر ens في مشروع المدارس النقدية وتحليل الخطاب، ثم في جامعة وهران (نقد جزائري)، ثم في جامعة تيارت لسانيات تطبيقية، فاختار أن يكمل في هذا التخصص الأخير مقدما رسالته حول الأسس اللسانية ومستويات التحليل النصي، ومستفيدا من تأطير ثلة من الأساتذة الأعلام في اللسانيات بالجزائر، أبرزهم الدكتور عبد الجليل مرتاض.

## أعماله
كان قد بدأ كتابة الشعر في سن مبكرة ثم دأب على نشر نصوصه في أهم الدوريات والصحف في الجزائر والوطن العربي إلى اليوم، وأجريت معه لقاءات إذاعية وتلفزيونية مع قنوات منها الجزائرية والجزيرة (أوراق ثقافية – محمد دحو) وقناة العربية والسعودية الأولى، وعرب تي في وقناة الآن وقناة الشارقة وغيرها 

### الصحافة والنشر
اشتغل مراسلا صحفيا لبعض اليوميات والأسبوعيات الجزائرية غداة الانفتاح الإعلامي مطلع التسعينيات كالشروق الثقافي، وخاصة أسبوعية الوجه الآخر الساخرة الموقوفة. وهذا رفقة نخبة من إعلاميي الجزائر كحبيب راشدين وحسان زهار ومهدي ضربان.

### النشاط الثقافي والعضوي
- مؤسس للمجلس البلدي للثقافة بحاسي بحبح وأحد مؤسسي الملتقى الوطني للإبداع الأدبي والفني منذ 1996 رفقة الناقد قلولي بن ساعد والشاعر سليمان جوادي والدكتور الباحث محمد قويدري والدكتورحميد نا صر خوجة بالجلفة.
- عضو مؤسس للملتقى الوطني للشعر الشعبي بحاسي بحبح، وعضو عامل باتحاد الكتاب الجزائريين منذ 1991(انسحب في المؤتمر الأخير- نوفمبر - 2009)
- وعضو مجلس وطني-سابقا- بالجمعية الثقافية الجاحظية التي رأسها الروائي الراحل الطاهر وطار، كما شغل نائبا لفرع اتحاد الكتاب بالجلفة سنة 1995/ و1996وعضوا بفرعه الجهوي وأسس رفقة بعض المبدعين الجزائريين الرابطة المعنوية لأدباء الجزائر كما شارك في الكثير من الملتقيات الأدبية والثقافية بالجزائر وخارجها منها الأيام الثقافية الجزائرية بالإمارات العربية المتحدة الشارقة نوفمبر 2007 وإقامة الإبداع الثانية بالجزائر2008 وشارك فيها بنص مشترك مع الشاعر اليمني فتحي أبو النصر.كما دعي من قبل الأمير متعب بن عبد الله ضمن كبار الضيوف مهرجان الجنادرية بالمملكة العربية السعودية 2013 . وكرمته وزيرة الثقافة بمعية الشعراء العرب المشاركين في إقامة الإبداع.كما كرمته مديرية الثقافة بالجلفة سنة 2002 وهذا بعد تشريفه للجزائر والمغرب العربي بالجائزة الأولى في الكويت /د.سعاد الصباح. لانها فعلا الأولى التي يحوزها المغاربيون.

### عضوية اللجان
-عضو لجنة تحكيم الجائزة الوطنية للشعر الشعبي –الجلفة 2003
- عضو لجنة تنظيم الملتقى الوطني للإبداع الأدبي والفني في أغلب طبعاته 
- رئيس لجنة الشعر في المسابقة الأدبية المدرسية لأدب الأطفال بحبح 2011.
عضو المجلس الولائي التوجيهي للمكتبات بالجلفة إلى اليوم. 

## وقفات مع الشاعر
ورد اسمه في عدد من المعاجم والموسوعات الأدبية منها معجم البابطين للشعراء العرب المعاصرين ومعجم الشعراء العرب من العصر الجاهلي إلى سنة 2000وموسوعة أعلام الجزائر عن دارا لحضارة الجزائرية وموسوعة شعراء العالم الإسبانية والموسوعة الكبرى للشعراء العرب وديوان محمد الدرة بالكويت وقد ترجمت بعض قصائده إلى الإسبانية ضمن الموسوعة المذكورة موسوعة شعراء العالم وإلى الألمانية بجهود الدكتور الجزائري الراحل أبو العيد دودو. وإلى الإنجليزية بجهود الكاتبة صليحة نعيجة...كما قدمت حوله بعض الأطروحات الجامعية للتخرج والدراسات النقدية منذ أن كان طالبا ثانويا وأولها: فلسطين في شعر الشباب الجزائري للدكتور عبد القادر هني بجريدة العصر سنة 1991 الحداثة في شعر عيسى قارف للطالب محمد بهناس بجامعة الجلفة 2006 والواقع والاغتراب في المدن الغامضة دراسة للدكتورة خيرة حمر العين من جامعة وهران 2004 والبنية الجمالية في ديوان والآن. للطالبة ز.مكاوي بجامعة الجلفة 2007 .
وأشاد بنصوصه شعراء ونقاد منهم الدكتور الناقد والشاعر علي ملاحي من الجزائر والأستاذ عبد الباقي هزرشي جامعة الجزائر. والشاعر اللبناني شوقي بزيع والشاعر السوري نزيه أبو عفش الذي قدمّ ديوانه الصادر عن دار سعاد الصباح الكويتية والدكتور محمد الطيب قويدري الذي قدم ديوانه النخيل تبرأ من تمره.والشاعر قزحيا ساسين وجورج جحا من لبنان.

## دواوينه
صدر للشاعر إلى الآن:
- مهب الجسم مهب الروح.عن الدار العربية للعلوم بلبنان. منشورات الاختلاف الجزائرية ومؤسسة محمد بن راشد آل مكتوم بالإمارات العربية المتحدة 2010. 
-النخيل تبرأ من تمره عن الجاحظية 1998
-«والآن...» عن دار سعاد الصباح الكويتية.الكويت 2002
-والآن..في الطبعة الثانية عن دار أسامة، الجزائر 2008 
-اشرب تر...واشتبه تنتبه / عن وزارة الثقافة الجزائرية 2007..
-عيسى قارف الأعمال الشعرية غير الكاملة – دار أسامة – الجزائر 2013. 

## جوائز تحصل عليها
يعتبر عيسى قارف من أكثر الشعراء الجزائريين تتويجا بجوائز الشعر الدولية العربية والوطنية المحترمة ومن بينها:
-الجائزة المغاربية للشعر مفدي زكرياء «وهو أول شاعر من الجلفة يفوز بها» -3–الجاحظية 1993 
-جائزة الملتقى الدولي عبد الحميد بن هد وقة (أول شاعر من الجلفة يفوز بها " /البرج.. الجزائر-2000 
-جائزة د/سعاد الصباح «أول شاعر من المغرب العربي يفوز بالجائزة الأولى» - الكويت سنة 2001  
-جائزة اتحاد الكتاب الجزائريين 2002 
-جائزة ثقافة وفنون 1(أول شاعر من الجلفة يفوز بالأولى) -سنة 2004
وتلقى تكريما خاصا بمعية الفنان الكبير مارسيل خليفة 
-جائزة وزارة الثقافة 1998
-جائزة جمهور قراء الصالون الوطني الأول لشعر الشباب بتيهرت (المعصومة)2002 
– جائزة الشعر لليوم العالمي للمعلم ب بومرداس 2001